# Xã Burnett, Quận Pope, Arkansas
Xã Burnett (tiếng Anh: Burnett Township) là một xã thuộc quận Pope, tiểu bang Arkansas, Hoa Kỳ. Năm 2010, dân số của xã này là 506 người.